# Pseudagrion malagasoides
Pseudagrion malagasoides – gatunek ważki z rodziny łątkowatych (Coenagrionidae).